# وولفرلینگن
وولفرلینگن (به آلمانی: Wölferlingen) یک شهر در آلمان است که در وستروالدکرایس واقع شده‌است. وولفرلینگن ۵۷۵ نفر جمعیت دارد.